# ケーススタディー
ケーススタディー（英: Case study）とは、現実で発生した具体的事例を分析・検討し、その積み重ねによって帰納的に一般的な原理・法則を発見しようとする研究法である。日本語では事例研究、あるいは個別調査と訳される。

## 分野別
社会科学では、すべての事象を網羅することができない場合に一つまたは複数の事例を取り上げて、推論が当てはまっているか、傾向が確認できるかを確かめる。人文科学でも、すべての事象を網羅することができない場合に、一つまたは複数の事例を取り上げる。ある仮説が成り立たないことを示すには、反例一つでよいが、仮説が成り立つことを示す場合に、どれだけの事例を示せばよいかは対象領域の制約条件による。

### 安全
安全工学などの分野では、事故分析または事故を想定した分析に用いる。

### 法律
法学などの分野では、事件・判例研究を指す。

### 経営
社会、経済、組織の分野では、事故・事例を取り上げ、対策を立てる。

### 教育
事例研究を重視した教育方法を指すこともある。アメリカ合衆国のロー・スクールでケースブックメソッドとして開発された。近年ビジネス・スクールで応用されている。
ケーススタディーには「質的アプローチ」 (qualitative approach) と、統計やオペレーションリサーチなどの数量把握を重んじて判断する「量的アプローチ」 (quantitative approach) とがある。米国のハーバード・ビジネス・スクールでこの方法重視の教育を行っている。日本でも、名古屋商科大学（学部）や名古屋商科大学ビジネススクール（大学院）、そして慶應ビジネス・スクールなどで使われている。